# Pseudohandelia umbellifera
Pseudohandelia es un género monotípico perteneciente a la familia de las asteráceas. Su única especie: Pseudohandelia umbellifera, es originaria del Asia Central.

## Descripción
Es una planta erecta que alcanza un tamaño de hasta 50 (-80) cm de altura, es una hierba alta, bienal o perenne, con tallos simples  de 3,5 - 6 cm de espesor, de color blanquecino. Hojas basales numerosas en la floración, con pecíolos largos de 1,5 - 2 cm, linear-oblongas, de 5 a 2 x 0,8 - 3 cm, a veces casi glabras, (2 -) 3-pinnatisectas en subuladas, 0,5 - 3 x 0,1 - 0,3 mm. Las inflorescencias en capítulos de 3 a 20 mm de largo, pedúnculos glabros ±, ± hemisféricos, de 6-9 mm de ancho, en denso, 3 - 10 cm de ancho en corimbos compuestos. Filarios imbricados. Florecillas amarillas, de 2 - 2,5 mm de largo, con glandulose, campanulado 5-dentado tubo de la corola, los dientes de forma triangular. Cipselas lineales, ± cilíndricas, 1,8 a 2,5 mm de largo, dorsalmente glandulosa.

## Distribución
Se encuentra  entre Quetta y Kandahar, cerca de Dair Haj en Asia Central, Irán, Afganistán y Pakistán.

## Taxonomía
Pseudohandelia umbellifera fue descrita por (Boiss.) Tzvelev y publicado en Flora URSS 26: 363, pl. 15. 1961.
Sinonimia
- Chrysanthemum floccosum Kitam.
- Chrysanthemum trichophyllum (Regel & Schmalh.) Kuntze
- Chrysanthemum umbelliferum (Boiss.) O.Hoffm.
- Pyrethrum umbelliferum (Boiss.) Boiss.
- Tanacetum trichophyllum Regel & Schmalh.
- Tanacetum umbelliferum Boiss.[4]